# Филипп (сын Антипатра)
Филипп (др.-греч. Φιλιππoς) — македонский военачальник IV века до н. э. времён войн диадохов, сын регента Македонской империи Антипатра.

## Биография
Филипп родился в семье македонского аристократа, одного из наиболее влиятельных военачальников Филиппа II Антипатра.
Первое упоминание Филиппа в античных источниках связано с отравлением Александра Македонского. Согласно Юстину, Филипп с братом Иоллой прислуживали царю в качестве дегустаторов. Их брат Кассандр, который прибыл из Македонии в Вавилон, передал яд. Филипп с Иоллой продегустировали вино, а яд подмешали к воде, которой его разбавляли. Современные историки весьма скептически относятся к версии об отравлении Александра Иоллой. Несомненно, что такая версия существовала. Любой из приближённых Александра мог попасть под подозрение после его преждевременной смерти. По всей видимости, возникновение версии об отравлении Александра сыновьями Антипатра появилась в трактате Псевдо-Каллисфена «Liber de Morte» о смерти Александра Македонского. Заказчиком его создания мог стать один из диадохов, который воевал, либо просто находился в плохих отношениях, с Антипатром и его наследниками. К таковым могли относиться Полиперхон, Пердикка и Птолемей. Советский историк А. С. Шофман не исключает отравления Александра. Он подчёркивал, что в конце жизни Александр собирался сместить Антипатра с должности наместника Македонии. Это, по мнению историка, могло быть мотивом, по которому Антипатр организовал отравление.
После смерти Александра в 323 году до н. э. Филипп вернулся к отцу, который во время отсутствия царя был фактическим правителем Македонии.
Следующее упоминание Филиппа связано с кампанией в Этолию 313/312 года до н. э. Кассандр отправил войско во главе с братом Филиппом в Этолию. По прибытии в Акарнанию македоняне занялись грабежами. Вскоре к нему поступило сообщение о возврате на эпирский трон Эакида, несколькими годами ранее свергнутого Кассандром. Филипп немедленно выступил в поход, стремясь не допустить объединения сил эпирского царя с этолийцами. В решающей битве Филипп разбил вражескую армию, взяв в плен множество воинов, в том числе пятьдесят знатных эпиротов, принадлежащих к антимакедонской партии, которых отослал к Кассандру. Эакид с остатками своих сторонников бежал в Этолию. Вскоре вблизи города Эниады произошло новое сражение, также окончившееся победой Филиппа. Сам Эакид пал в бою. Уцелевшие его союзники этолийцы, оставив свои города, вместе с женщинами и детьми бежали в горы.
Больше о Филиппе ничего не известно. Филипп был отцом Антипатра II Этесия, который в 279 году до н. э. на 45 дней стал македонским царём.